# São José de Piranhas
São José de Piranhas là một đô thị thuộc bang Paraíba, Brasil. Đô thị này có diện tích 677,292 km², dân số năm 2007 là 18062 người, mật độ 26,7 người/km².